# والدیس موژنیکس
والدیس موژنیکس (انگلیسی: Valdis Muižnieks; ۲۲ فوریهٔ ۱۹۳۵ – ۲۹ نوامبر ۲۰۱۳) بازیکن بسکتبال اهل اتحاد جماهیر شوروی سوسیالیستی بود.